# Архегоній

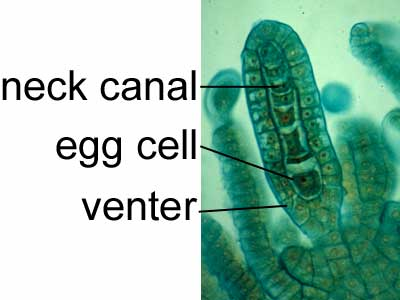
Архегоній

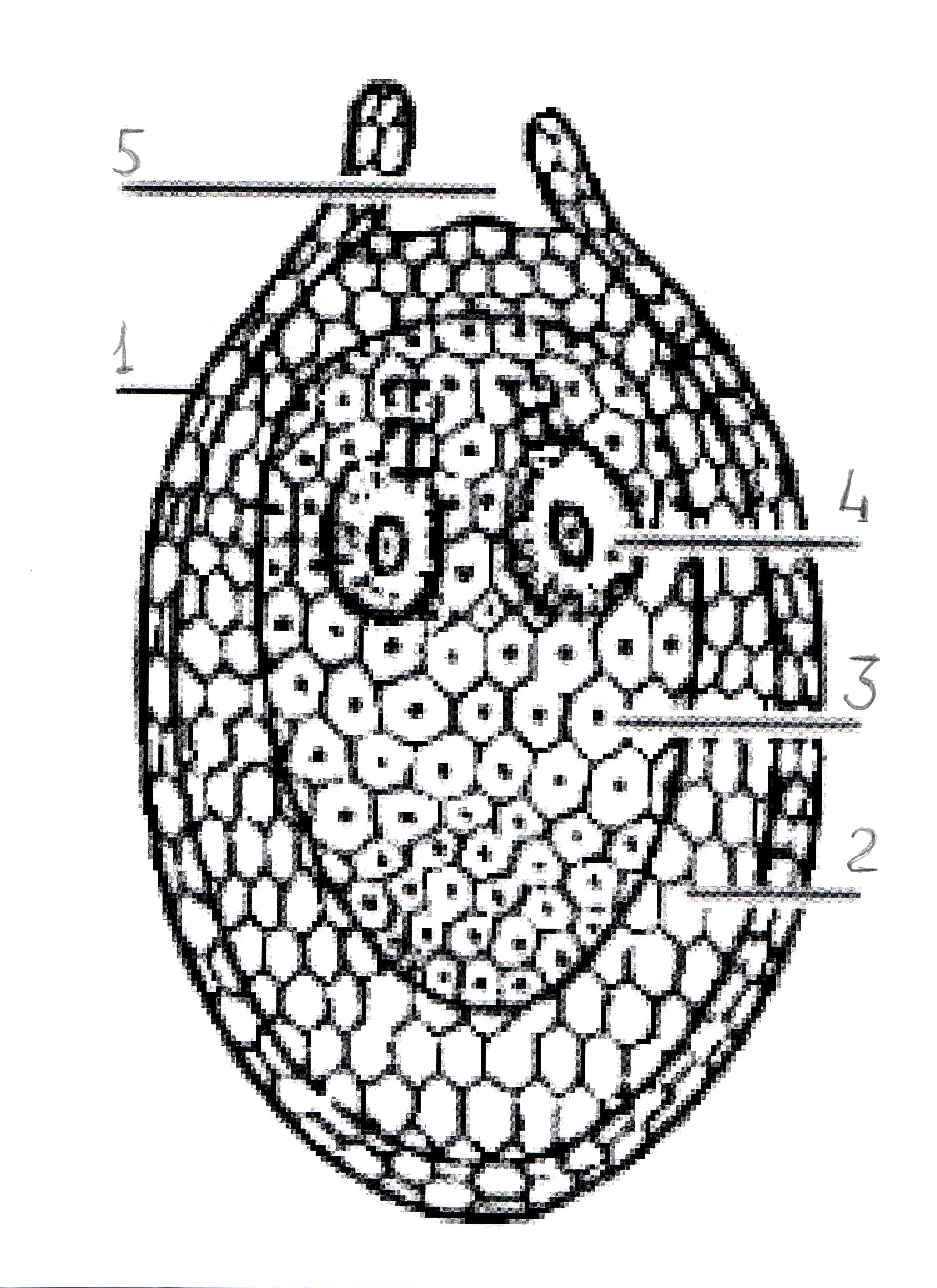
Схема сім'ябруньки: 1 — інтегумент;
2 — нуцеллус; 3 — Ендосперм; 4 — архегоній; 5 — мікропіле

Архего́ній (грец. αρχη — початок, γονη — народження) — жіночий статевий орган у вищих спорових рослин (мохів, папоротеподібних і голонасінних рослин), в якому розміщена яйцеклітина.
Має вигляд колби, в здутій частині якої знаходяться яйцеклітина та черевцева канальцева клітина, а в шийці — шийкові канальцеві клітини. Канальцеві клітини при дозріванні архегонію руйнуються, а в шийці утворюється канал, по якому до яйцеклітини потрапляє сперматозоїд.
Архегоній мохів складається з розширеного черевця, в якому розташована яйцеклітина, і подовженої шийки. Над яйцеклітиною знаходиться черевна канальцева клітина. Усередині шийки є ряд канальцевих клітин. Зовнішні клітини архегонію стерильні і утворюють одношарову стінку (іноді у мохів стінка черевця двошарова). При дозріванні яйцеклітини черевної і шейкової канальцевих клітин розкладаються у слиз і архегоній розкривається на верхівці. Каналом шийки, що заповнений слизом, сперматозоїди проникають в черевце і один з них запліднює яйцеклітину.
В еволюції вищих рослин відбувалося поступове спрощення (редукція) архегонію. У плаунів, хвощів, папоротей черевце архегонію не має клітин стінки, а їхню функцію виконує вегетативна тканину зародка (гаметофіту), в яку занурений архегоній. У хвойних архегоній складається з великої яйцеклітини, черевної канальцевої клітини і з двох або більшої кількості клітин шийки, розташованих в один або кілька поверхів (канальцевий клітин шийки немає). У квіткових рослин архегоній відсутні.